# Logi Pedro
Logi Pedro Stefánsson, conosciuto come Logi Pedro (Aveiro, 29 agosto 1992), è un rapper e produttore discografico islandese.

## Biografia
Nato da madre angolana, all'età di 3 anni si è trasferito con la famiglia dal Portogallo a Reykjavík, dove ha iniziato ad avvicinarsi al mondo musicale, imparando a suonare il flauto classico e successivamente anche la chitarra e la batteria.
È salito al grande pubblico con la pubblicazione di Dúfan mín, realizzata in collaborazione con Birnir, che è divenuta una hit poiché è risultata l'8ª canzone più riprodotta su Spotify in territorio islandese nel corso del 2018 con oltre 1 000 934 riproduzioni. Il brano è contenuto nel primo album in studio Litlir svartir strákar, messo in commercio a maggio 2018 per mezzo della Les Frères Stefson, parte della divisione islandese della Sony Music, che è stato il 17º disco più consumato dell'intero anno in Islanda con 1 552 unità totalizzate, figurando anche nella classifica annuale del 2019 con ulteriori 576 vendite. Il successo conquistato da Dúfan mín è stato sufficiente a garantire al rapper una candidatura all'Íslensku tónlistarverðlaunin, il principale riconoscimento musicale nazionale, nella categoria Canzone rap/hip hop dell'anno.
Nel 2020 è uscito il secondo disco Undir bláu tungli, la cui popolarità gli ha permesso di ottenere due ulteriori candidature all'ÍSTÓN.

## Discografia

### Album in studio
- 2018 – Litlir svartir strákar
- 2020 – Undir bláu tungli
- 2024 – þú ert löngu búin að fokka þessu upp (con Elvar)

### Singoli
- 2018 – Dúfan mín (con Birnir)
- 2018 – Fagri blakkur
- 2019 – Svarta ekkja
- 2024 – Englar alheimsins (con Huginn)
- 2024 – Ský
- 2024 – Ekkert vandamál (con Elvar)
- 2025 – Íslenski draumurinn (con Bríet e Unnsteinn)